# Pedaalemmer

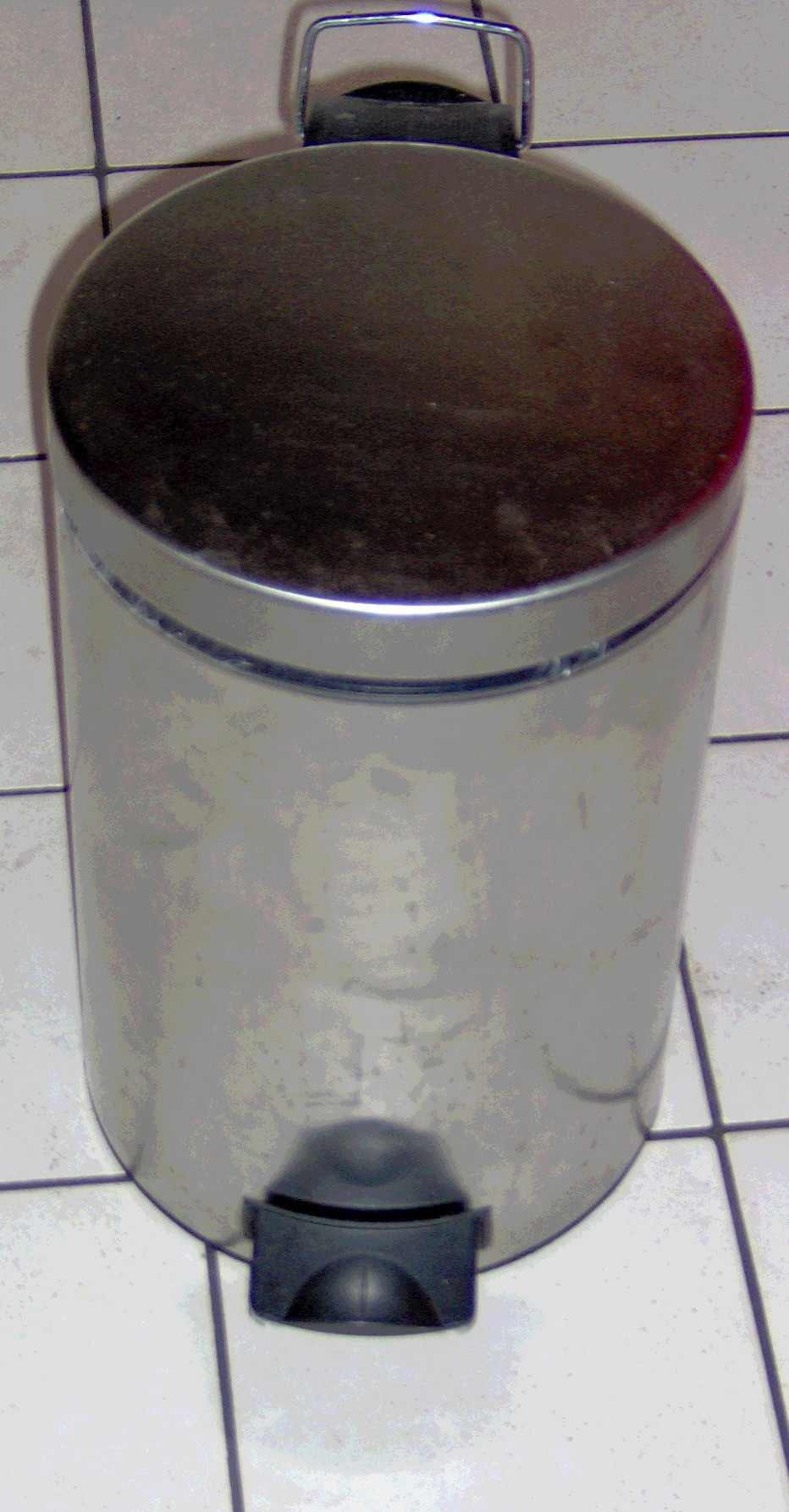
Een metalen pedaalemmer.

Een pedaalemmer is een afvalemmer waarvan het deksel wordt bediend door met de voet een pedaal dat zich onderaan de emmer bevindt in te drukken. Dit type emmer werd uitgevonden door Lillian Gilbreth.
Pedaalemmers vindt men meestal in de keuken, badkamer of wc. Een pedaalemmer bestaat over het algemeen uit een binnen- en een buitenemmer. De binnenemmer kan worden verwijderd om hem te legen.

## Voordelen
Een pedaalemmer heeft de volgende voordelen boven een afvalemmer die met de hand wordt bediend:
- Beide handen zijn beschikbaar voor het vasthouden van het afval.
- Wanneer men vuile handen heeft, wordt het deksel of de bedieningsknop niet vuil omdat men de emmer met de voet opent.

## Openingsmechanisme
Het deksel kan geopend worden door middel van een pedaal onderaan de voorkant van de pedaalemmer. Het pedaal kan op twee manieren het deksel openen:
- Via een constructie van stangen die het pedaal met het deksel verbindt. Aan de onderkant zit een horizontale stang en aan de achterkant zit een verticale stang die vaak zichtbaar is. Door het naar beneden bewegen van het pedaal gaat de horizontale stang naar voren of achteren schuiven of gaat de stang draaien. Deze beweging wordt vervolgens getransformeerd in een verticale beweging van de stang aan de achterkant. De verticale stang beweegt naar beneden en trekt het uitsteeksel aan de achterkant van het deksel naar beneden. Omdat dit uitsteeksel achter het scharnierpunt van het deksel zit, gaat het deksel omhoog.
- Een eenvoudige constructie waarbij de buitenemmer zelf voor de mechanische verbinding zorgt. De binnen-emmer staat op de grond, de buiten-emmer niet. Het pedaal is een geheel met de buiten-emmer. Door met het pedaal de buiten-emmer naar beneden te drukken, drukt de binnen-emmer het deksel omhoog.